# Traité de Barcelone (1493)
 (janvier 2022).
Si vous disposez d'ouvrages ou d'articles de référence ou si vous connaissez des sites web de qualité traitant du thème abordé ici, merci de compléter l'article en donnant les références utiles à sa vérifiabilité et en les liant à la section « Notes et références ».
Pour les articles homonymes, voir Traité de Barcelone.
Par le traité de Barcelone du 19 janvier 1493, Charles VIII, arrière-petit-fils de Yolande d'Aragon, abandonne à Ferdinand II d'Aragon le Roussillon, la Cerdagne, le Conflent et le Vallespir afin d'avoir sa pleine liberté pour concrétiser ses prétentions, qu'il tenait de la maison d'Anjou, sur le royaume de Naples, sur Chypre et sur Jérusalem.
Le 21 septembre 1493, un an après l'édit royal d'expulsion des juifs d'Espagne, les derniers juifs non convertis des provinces françaises redevenues espagnoles sont chassés. Par cet édit, les juifs sont sommés de quitter le pays dans les trente jours et de ne pas revenir sous peine de mort.